# مردگان متحرک (فصل ۱)
فصل اول  سریال مردگان متحرک در تاریخ ۳۱ اکتبر ۲۰۱۰ شروع و در تاریخ ۵ دسامبر ۲۰۱۰ تمام شده است. این سریال براساس کتاب‌های کمیک مردگان متحرک که نویسنده آن رابرت کرکمن است، ساخته شده است.
این فصل از سریال حدود ۶ میلیون بیننده داشت.
این فصل نقدهای بسیار مثبتی از سوی منتقدان دریافت کرد. نامزد جایزه گلدن گلوب برای بهترین سریال تلویزیونی–درام در شصت و هشتمین جوایز گلدن گلوب شد. قسمت پایانی شش میلیون بیننده از جمله چهار میلیون بیننده در میان بزرگسالان ۱۸ تا ۴۹ ساله داشت که آن را به پربیننده ترین سریال درام در آن زمان تبدیل کرد.

## داستان
معاون کلانتر ریک گرایمز در طی انجام عملیاتی به کما میرود.وی پس از خارج شدن از کما محیط خود را پر از مرده میبیند و سرگشته و حیران عازم خانه خود میشود اما پدر و پسری وی را میابند و به او میگویند که تمام انسان ها تبدیل به مرده متحرک شده اند واگر فرد زنده ای را گاز بگیرند او هم تبدیل به مرده متحرک میشود.ریک برای یافتن همسر و فرزندش به شهر آتلانتا میرود تا در آنجا به گروه بازماندگان بپیوندد اما مردگان متحرک شهر را تصاحب کرده اند.ریک توسط جوانی به نام گلن به گروهی از بازماندگان که کمپی در حومه شهر دارند می پیوندد و با خراب شدن کمپ و کشته شدن افراد زیادی از گروه رهبری گروه را به عهده گرفته و آنها را به مرکز درمانی و تحقیقاتی که امید به آن دارند میروند.اما درمیابند که بیماری که باعث میشود بعد از مردن افراد به حرکت دربیایند درمانی ندارند.بعد آن مرکز تحقیقاتی ودکترش ویکی از افراد ریک نابود شدند وریک کارل لوری شین تیداگ گلن کارول دریل آندرا دیل وبقیه فرار کردند وراهی شدند برای یافتن سرپناه

## بازیگران

### بازیگران اصلی
- اندرو لینکلن در نقش ریک گرایمز، قهرمان سریال و معاون سابق کلانتر از شهرستان کینگ جورجیا، که از کما در آخرالزمان بیدار می شود. پس از آگاه شدن از آخرالزمان، ریک به دنبال همسرش، لوری، و پسرش، کارل است.
- جان برنتال در نقش شین والش، بهترین دوست و همکار سابق ریک، که به خانواده ریک کمک کرد تا از آخرالزمان فرار کنند و رهبر اردوگاه آتلانتا است. او که معتقد بود ریک مرده است، با لوری نیز رابطه برقرار کرد.
- سارا وین کالیز در نقش لوری گرایمز، همسر ریک و مادر کارل است. لوری یک زن از نظر عاطفی شکننده و در عین حال مستقل است که به دلیل غم و اندوه از دست دادن ریک با شین رابطه برقرار کرد.
- لوری هولدن در نقش آندریا، وکیل موفق سابق حقوق مدنی و خواهر امی است. آندریا خلق و خوی خفیفی دارد، اما جنبه‌ای دلسوزانه دارد و از خواهرش بسیار محافظت می کند. هر دوی آنها پیوند نزدیکی با دیل دارند.
- جفری دی‌مان در نقش دیل هوروات، یک بازمانده سالخورده است. دیل مردی عاقل و با اخلاق است که از بیان نظر خود نمی ترسد و از سلامتی افراد، از نظر جسمی و روحی بسیار محافظت می کند. او به عنوان مشاور شین و سپس ریک خدمت می کند. دیل همچنین با آندریا و امی پیوند نزدیکی دارد.
- استیون ین در نقش گلن ری، یک پیک موتوری پیتزای سابق، که راه خود را در اطراف آتلانتا می شناسد. گلن فردی بسیار باهوش و مدبر، هرچند کمی خودسر و در عین حال امیدوار است، که به همه اهمیت می دهد، اما سایر اعضای گروه به راحتی از او سوء استفاده می کنند. گلن نیز فرد مورد اعتماد ریک است.
- چندلر ریگز در نقش کارل گرایمز، پسر ریک و لوری است او و مادرش پس از شیوع اولیه با کمک شین به آتلانتا می‌روند.

### بازیگران مکمل
- اما بل در نقش امی، خواهر کوچکتر آندریا است. هر دو رابطه نزدیکی با دیل دارند. امی معمولا از اعضای اردوگاه مراقبت می‌کند.
- نورمن ریدس در نقش دریل دیکسون، برادر مرل است. دریل همانند برادرش روحیه تهاجمی بالایی دارد اما بر خلاف مرل، دریل بسیار منطقی‌تر است و مایل به پیروی از رهبری گروه است.

## قسمت‌ها
| No. in series | No. in فصل | عنوان              | کارگردان         | نویسنده                   | تاریخ پخش      | میانگین بیننده در آمریکا (millions) |
| ------------- | ---------- | ------------------ | ---------------- | ------------------------- | -------------- | ----------------------------------- |
| ۱             | ۱          | «روز رفته خداحافظ» | فرانک دارابونت   | فرانک دارابونت            | ۳۱ اکتبر ۲۰۱۰  | ۵٫۳۵                                |
| ۲             | ۲          | «روده»             | میشل مک‌لارن      | فرانک دارابونت            | ۷ نوامبر ۲۰۱۰  | ۴٫۷۱                                |
| ۳             | ۳          | «بگو به قورباغه‌ها» | گینث هوردر-پیتون | چارلز اگله و جک لوگوییدیس | ۱۴ نوامبر ۲۰۱۰ | ۵٫۰۷                                |
| ۴             | ۴          | «واتوس»            | جوهان رنک        | رابرت کرکمن               | ۲۱ نوامبر ۲۰۱۰ | ۴٫۷۵                                |
| ۵             | ۵          | «ماده قابل اشتعال» | ارنست دیکرسون    | گلن مازارا                | ۲۸ نوامبر ۲۰۱۰ | ۵٫۵۶                                |
| ۶             | ۶          | «تی. اس-۱۹»        | گای فرلاند       | فرانک دارابونت            | ۵ دسامبر ۲۰۱۰  | ۵٫۹۷                                |